# O, en så'n natt!
O, en så'n natt! är en svensk komedifilm från 1937 i regi av Anders Henrikson. Filmen bygger på en tysk pjäs från 1923  "Die vertagte Nacht" av Franz Arnold och Ernst Bach. I huvudrollerna ses Thor Modéen, Åke Söderblom, Sickan Carlsson och Birgit Tengroth.

## Handling
Efraim och Edit har precis gift sig men får fel på bilen när de ska påbörja sin bröllopsresa. De får lov att ta in på gästgiveri, även om alla rum är upptagna kan Efraim få sova där portiern sitter och Edit i städerskans rum.
Mitt i natten tror hotellstäderskan att det är portiern som sover på portierns plats. Edit kommer till platsen lagom som städerskan omfamnar den intet ont anande Efraim.

## Om filmen
O, en så'n natt! hade Sverigepremiär den 30 augusti 1937 på biograf Skandia i Stockholm. Den spelades in i februari–mars 1937 på Filmstaden i Råsunda. Filmen har visats som matiné vid ett flertal tillfällen i SVT, bland annat 1993, 2008, i augusti 2019 och i juni 2021.

## Rollista (i urval)
Källa: 
- Thor Modéen – grosshandlare Adrian Berggren
- Sickan Carlsson – Irma Berggren, hans dotter
- Åke Söderblom – Efraim Zelin
- Birgit Tengroth – Edit Zelin, hans fru, Irmas syster
- Erik "Bullen" Berglund – godsägare Julius "Julle" Broberg, Zelins morbror
- Kirsten Heiberg – Lola Cassell, skådespelerska
- Allan Bohlin – Klas "Plutten" Rölling, Irmas fästman
- Katie Rolfsen – Millan Karlgren, påkläderska
- Elof Ahrle – hotellportier
- Julia Cæsar – Ida Berggren, Adrians fruga
- Jullan Jonsson – Efraims hushållerska
- Naemi Briese – hotellstäderska
- Bror Bügler – Knut, "Knutte", en bekant till Klas
- Erik Forslund – en kund som vill betala sin räkning
- Algot Persson – vaktmästare på Revyteatern

## DVD
Filmen gavs ut på DVD 2013 i 'Den stora pilsnerboxen'.